# Polonia Glacier
Polonia Glacier är en glaciär i Antarktis. Den ligger i Sydshetlandsöarna. Argentina, Chile och Storbritannien gör anspråk på området. Polonia Glacier ligger 141 meter över havet.
Terrängen runt Polonia Glacier är huvudsakligen kuperad, men åt sydost är den platt. Havet är nära Polonia Glacier åt sydost. Trakten är glest befolkad. Närmaste befolkade plats är Commandante Ferraz Station, 15,1 kilometer väster om Polonia Glacier. 